# William Frank Norrell

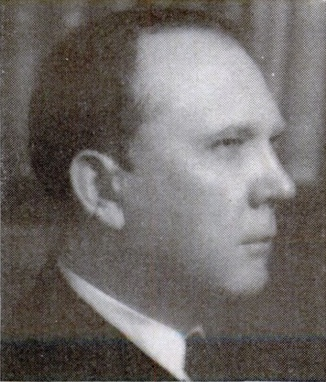
William Frank Norrell, etwa 1953

William Frank Norrell (* 29. August 1896 in Milo, Ashley County, Arkansas; † 15. Februar 1961 in Washington, D.C.) war ein US-amerikanischer Politiker der Demokratischen Partei, der den Bundesstaat Arkansas im US-Repräsentantenhaus vertrat.

## Werdegang
William Norrell wurde in Milo geboren, wo er die öffentliche Schule besuchte. Später ging er auf das Arkansas Agricultural and Mechanical College in Monticello, das College of Ozarks in Clarksville und die University of Arkansas Law School in Little Rock. Während des Ersten Weltkrieges diente er im Quartermaster Corps der United States Army. Nach dem Krieg begann er wieder zu studieren und erhielt 1920 seine Zulassung als Anwalt, woraufhin er eine Praxis in Monticello eröffnete.
Norrell saß zwischen 1930 und 1938 im Senat von Arkansas und war sogar für vier Jahre dessen Präsident. Danach wurde er als Demokrat in den 76. und die elf nachfolgenden Kongresse gewählt. Er war vom 3. Januar 1939 bis zu seinem Tod am 15. Februar 1961 in Washington D.C. in dieser Position und wurde auf dem Oakland Cemetery in Monticello beigesetzt.
William Frank Norrell war mit Catherine Dorris Norrell verheiratet, die ihm als Kongressabgeordnete nachfolgte.